# Сен-Пьер-ла-Вьей
Сен-Пьер-ла-Вьей (фр. Saint-Pierre-la-Vieille) — коммуна во Франции, находится в регионе Нижняя Нормандия. Департамент коммуны — Кальвадос. Входит в состав кантона Конде-сюр-Нуаро. Округ коммуны — Вир.
Код INSEE коммуны — 14653.

## Население
Население коммуны на 2010 год составляло 363 человека.
| 1962 | 1968 | 1975 | 1982 | 1990 | 1999 | 2010 |
| ---- | ---- | ---- | ---- | ---- | ---- | ---- |
| 396  | 350  | 327  | 385  | 351  | 347  | 363  |

## Экономика
В 2010 году среди 240 человек трудоспособного возраста (15—64 лет) 158 были экономически активными, 82 — неактивными (показатель активности — 65,8 %, в 1999 году было 69,8 %). Из 158 активных жителей работали 132 человека (78 мужчин и 54 женщины), безработных было 26 (11 мужчин и 15 женщин). Среди 82 неактивных 18 человек были учениками или студентами, 49 — пенсионерами, 15 были неактивными по другим причинам.